# Йокихарью, Хенри
Хенри Йокихарью (фин. Henri Jokiharju; род. 17 июня 1999, Оулу) — финский хоккеист, защитник клуба «Бостон Брюинз» и сборной Финляндии по хоккею; чемпион мира (2019).

## Карьера

### Клубная
Поиграв на родине за молодёжку «Йокерита» и «Таппары», в 2016 году отправился в Северную Америку, где присоединился к команде «Портленд Уинтерхоукс». По итогам своего второго сезона, он был включён в вторую команду всех звёзд Западной лиги.
На драфте НХЛ 2017 года был выбран в 1-м раунде под общим 26-м номером клубом «Чикаго Блэкхокс». 12 июня 2018 года заключил с командой трёхлетний контракт новичка. 4 октября 2018 года дебютировал в лиге в матче против «Оттавы», который «Чикаго» выиграл в овертайме со счётом 4:3.
Отыграв сезон в составе «чёрных ястребов» 9 июля 2019 года он был обменян в «Баффало Сейбрз» на нападающего Александера Нюландера.
Отыграв в составе «Баффало» два года, 2 сентября 2021 года переподписал контракт с клубом сроком на три года.

### Международная
В составе юниорской сборной Финляндии играл на ЮЧМ-2016, на котором стал чемпионом мира.
В составе молодёжной сборной играл на МЧМ-2018 и МЧМ-2019; в 2019 году в составе молодёжной сборной стал чемпионом мира.
В том же году в составе сборной Финляндии играл на ЧМ-2019 и стал чемпионом мира.